# Zirka, Berezivka
Zirka (în ucraineană Зірка) este un sat în comuna Stari Maiakî din raionul Berezivka, regiunea Odesa, Ucraina.

## Demografie
Componența lingvistică a localității Zirka
     Ucraineană (58,82%)
     Română (41,18%)
Conform recensământului din 2001, majoritatea populației localității Zirka era vorbitoare de ucraineană (58,82%), existând în minoritate și vorbitori de română (41,18%).